# Hesperoperla
Hesperoperla és un gènere d'insectes plecòpters pertanyent a la família dels pèrlids.

## Distribució geogràfica
Es troba a Nord-amèrica: els Estats Units i el Canadà.

## Taxonomia
- Hesperoperla hoguei Baumann & Stark, 1980
- Hesperoperla pacifica (Banks, 1900)[5][6][7][8]